# Chiến dịch Lý Thường Kiệt
Chiến dịch Lý Thường Kiệt tiến hành từ 25-9 đến 10-10-1951, do Quân đội Nhân dân Việt Nam tiến hành nhằm chiếm vùng thung lũng Nghĩa Lộ của thực dân Pháp ở mặt trận Tây Bắc thuộc địa bàn tỉnh Sơn La, Yên Bái ngày nay.

## Bối cảnh
Sau chiến dịch Thu đông 1950, trực tiếp là chiến trường Biên Giới Tây Bắc đã thu hẹp phạm vi phân khu Nghĩa Lộ của quân đội Pháp và chư hầu (Quốc gia Việt Nam, Xứ Thái tự trị). Tinh thần của quân Pháp sa sút trầm trọng và có nguy cơ rất cao là sẽ thất bại trước Việt Minh. Chính nguy cơ này đã dẫn tới việc Mỹ bắt đầu viện trợ cho Pháp để chống lại cuộc kháng chiến của Việt Nam. Sang năm 1951, lực lượng du kích của Quân đội Nhân dân Việt Nam gặp rất nhiều khó khăn tại vùng địch hậu, nhất là ở Nam Bộ, các căn cứ thường xuyên nằm trong tình trạng bị bao vây, chia cắt sau khi thực dân Pháp và tay sai với sự gia tăng nguồn lực từ Mỹ tăng cường tấn công. Sau Chiến dịch Hà Nam Ninh, tại đồng bằng Bắc Bộ, Pháp ra sức củng cố công sự, tăng cường càn quét, phá cơ sở; đồng thời Pháp đẩy mạnh kế hoạch củng cố vùng Tây Bắc.
Phối hợp với những cuộc càn quét liên tiếp, quân Pháp đẩy mạnh Da vàng hóa chiến tranh, dùng nhiều cách bắt lính người Việt để xây dựng được 68 tiểu đoàn ở toàn miền. Báo cáo của Quân đội Nhân dân Việt Nam cho biết: "Tại nhiều nơi cơ sở của ta gần như mất trắng. Có nơi 80% cán bộ Đảng viên bị bắt, nhiều ku du kích, xóm làng bị triệt hạ, đồng bào bị thiệt hại vùng du kích thu hẹp khá nhiều. Phong trào kháng chiến ở vùng địch hậu giảm sút rõ rệt"
Pháp tăng cường lực lượng củng cố Nghĩa Lộ, tỉnh Yên Bái để giữ vựa thóc lớn của Tây Bắc và uy hiếp phía tây căn cứ Việt Bắc. Ngày 11/9/1951, Bộ chính trị ra chỉ thị mở chiến dịch Lý Thường Kiệt ở Tây Bắc nhằm tiêu diệt sinh lực địch, xây dựng cơ sở, đẩy mạnh chiến tranh du kích, phá khối Ngụy quân người Thái. Bộ tư lệnh Đại đoàn 312 được Tổng quân ủy trao trách nhiệm điều hành chiến dịch.

## Mục tiêu
Nghĩa Lộ là một đồn cách đông bắc Sơn La khoảng 100 km và cách Yên Bái khoảng 80 km về phía tây nam. Nghĩa Lộ nằm trong một thung lũng rộng lớn phì nhiêu, dài 10 km và rộng 4 km, có khoảng 40 ngàn dân, ngay trên trục giao thông để Việt Minh chuyển vận đồ tiếp tế từ Trung Quốc viện trợ qua Cao Bằng, Tuyên Quang, Yên Bái, Nghĩa Lộ, Sơn La, Điện Biên Phủ. Thị trấn Nghĩa Lộ nằm giữa một thung lũng rộng lớn có đông đúc dân cư. Quân Pháp ở đây có hai đơn vị trấn giữ, chia ra Đồn thượng trên ngọn đồi cao nhòm xuống thị trấn và Đồn hạ, một đồn thấp nằm ngay trong thị trấn.
Quân đội Nhân dân Việt Nam mở chiến dịch Lý Thường Kiệt với chủ đích nắm tất cả vùng tây bắc Việt Nam. Nghĩa Lộ là trạm trung chuyển quan trọng và cũng là một vựa thóc lớn.
Về phía Pháp, ngày 20 tháng 9, Raoul Salan đã cam kết với de Lattre (đang ở Washington DC kể thuyết phục Mỹ viện trợ) là sẽ cố thủ tại Nghĩa Lộ. Đây sẽ là một cuộc thử nghiệm quan trọng cho năng lực chiến đấu của quân Pháp để từ đó có thể tạo sự tin tưởng từ phía Mỹ.

## Lực lượng

### Quân đội Pháp
Tại phân khu Nghĩa Lộ, lực lượng Pháp có một tiểu đoàn lính người Thái (1e RTA) và bốn đại đội bổ sung chiếm đóng (LCSM), phân ra làm bốn điểm: Nghĩa Lộ, Gia Hội, Ba Khe, Thượng Bằng La, mỗi nơi có một đại đội, do một quan tư chỉ huy chung. Tất cả khoảng chừng 1.000 binh sĩ, trong số đó có 150 sĩ quan và hạ sĩ quan Pháp, cộng với 60 lính pạc-ti-dăng người Nùng, cùng 1 tiểu đoàn sơn pháo 75mm hỗ trợ.
Ngày 2-10-51, khi Nghĩa Lộ bị uy hiếp mạnh, một tiểu đoàn dù khoảng 1.000 lính do đại úy Gauthier chỉ huy, được thả xuống Gia Hội cách Nghĩa Lộ 20 km về phia bắc để tiếp viện. Sáng ngày 4-10, một tiểu đoàn dù khác do đại úy Raffali chỉ huy được thả xuống Gia Hội để phụ lực với Gauthier, và đến 5-10 thì Pháp huy động thêm 1 tiểu đoàn dù nữa để chi viện.

### Quân đội nhân dân Việt Nam
Đại đoàn 312 gồm: 
- Trung đoàn 141
- Trung đoàn 165
- Trung đoàn 209

Ngoài ra có Trung đoàn 148 độc lập cùng một liên đội sơn pháo 75mm. Được 2 đại đội và 1 tiểu đoàn bộ đội và du kích địa phương hỗ trợ. Căn cứ vào nhiệm vụ chiến dịch và nghiên cứu thực địa, Đảng uỷ và Bộ Tư lệnh Đại đoàn 312 quyết định kế hoạch tác chiến như sau: 
- Trung đoàn 165 được phối thuộc một đại đội địa phương Yên Bái, một khẩu pháo 75mm, có nhiệm vụ tiến công Ca Vịnh, Ba Khe, Cốc Báng, Cửa Nhì,
- 2 trung đoàn 141 và 209 cùng với liên đội pháo tiến công Bản Tú, Nghĩa Lộ, Gia Hội.
- Chỉ huy sở đại đoàn đặt ở giữa Khe Phong và Ngã Hai.

Về đảm bảo hậu cần, ngoài việc bố trí các kho gạo dọc đường đủ cung cấp cho bộ đội hành quân từ Phú Thọ lên Yên Bái, còn bố trí bên tả ngạn sông Hồng một số lượng gạo bổ sung cho toàn đại đoàn mỗi người 10 ngày ăn và mỗi dân công 21 kg trước khi sang sông. Kho dự trữ của đại đoàn khi tác chiến, một đặt ở Nậm Mười để cung cấp cho hai trung đoàn 141 và 209, một đặt ở gần Ca Vịnh để cung cấp cho trung đoàn 165.
Để phục vụ chiến dịch, vận chuyển hàng hoá, làm lán trại, bè mảng cho bộ đội qua sông, quân dân Tây Bắc đã huy động trên 29.000 dân công, cung cấp 522 ngựa thồ, vận chuyển 96.411 kg lương thực, thực phẩm, vũ khí, trang bị cho bộ đội.

## Diễn biến
Hạ tuần tháng 9 lên đường, đến ngày 25/9 đại đoàn 312 vượt sông Hồng tiến vào Tây Bắc, chia làm hai cánh tiến vào phân khu Nghĩa Lộ:
- Cánh phụ do trung đoàn 165 đảm nhiệm theo đường 13 vào Nghĩa Lộ theo hướng đông Nam
- Cánh chính do hai trung đoàn 141, 209 cùng với liên đội pháo binh 75 ly đi theo đường mòn vào Nghĩa Lộ theo hướng bắc.

Tới cuối tháng 9-1951 thì Pháp biết rằng trung đoàn 141 và trung đoàn 209 đã tiến tới Nậm Mười cách Nghĩa Lộ khoảng 10 km về phía bắc. Trung đoàn 165 đã tiến tới đồn Ca Vịnh cách Nghĩa lộ 40 km về phía đông.
Ngày 30/9 cánh phụ tiêu diệt Ca Vịnh. Lực lượng Pháp ở Ca Vịnh có 135 lính, do quan hai Roch chỉ huy, vũ khí có 12 trung liên, hai súng cối 61mm, một đại liên và nhiều súng trường, lựu đạn. 3 giờ 10 phút thì nổ súng, đến 7 giờ 30 phút thì phá huỷ được một phần công sự, nhưng Quân đội Nhân dân Việt Nam không giải quyết được hoàn toàn cứ điểm và phải rút ra ngoài vì thương vong cao (hy sinh 36 người, bị thương 118 người). Ngày 1 tháng 10, Pháp bỏ Ca Vịnh rút về Ba Khe.
Ngày 1/10, ở cánh chính, tiểu đoàn 166 trung đoàn 209 đánh chiếm Bản Tú. Quân Pháp ở đây có 120 tên, do quan một Renoult chỉ huy, vũ khí có 6 trung liên, hai cối 61mm và tiểu liên, súng trường. 23 giờ 30 phút, Quân đội Nhân dân Việt Nam nổ súng, sau 5 phút đã mở được cửa mở và phát triển vào tung thâm. 24 giờ, Pháp rút về phía Nghĩa Lộ khoảng hai trung đội. Đến 24 giờ 40 phút, Quân đội Nhân dân Việt Nam chiếm xong đồn, diệt 12 lính, bắt 16 (có cả đồn trưởng). Quân đội Nhân dân Việt Nam hy sinh 9 người, bị thương 71 người.
Ngày 2/10/1951, Raoul Salan ném tiểu đoàn dù 8 (8th BPC) do đại úy Gauthier chỉ huy xuống Gia Hội, cách Nghĩa Lộ 20 km về phia bắc để tiếp viện, đe dọa sau lưng cánh quân 312 đang tiến về Nghĩa Lộ. Nhiệm vụ tiểu đoàn này là phá rối trung đoàn 141 và 209 để cầm chân và làm giảm nhẹ áp lực của Quân đội Nhân dân Việt Nam vào Nghĩa Lộ.
Đêm ngày 2/10, trung đoàn 141 cùng một liên đội pháo tăng cường (năm khẩu), hai đại đội công binh, tiến công đồn hạ phía nam Nghĩa Lộ nhưng không thành công. Thiếu tá Girardin trưởng đồn bị tử trận, có lúc Quân đội Nhân dân Việt Nam chỉ còn cách đồn chỉ huy 50m, nhưng cuối cùng đồn vẫn giữ vững không bị thất thủ sau nhiều đợt xung phong của Quân đội Nhân dân Việt Nam.
Về phía bắc, 7 giờ 30 phút ngày 3 tháng 10, hai tiểu đoàn 154 và 166 thuộc trung đoàn 209 vận động đánh quân dù hành quân từ Gia Hội đến tiếp viện cho Nghĩa Lộ, cách Gia Hội 8 km. Sau một giờ chiến đấu, quân Pháp bị cắt làm hai bộ phận. Bộ phận đi đầu khoảng một đại đội cơ bản bị diệt, số còn lại chạy về Gia Hội bị đại đội 612, đại đội 606 truy kích diệt 40 lính. Bị đánh mạnh, tiểu đoàn dù của Gauthier phải rút về giữ thế thủ ở đèo Gia Hội.
Suốt ngày 3 đến sáng ngày 4-10-51, tiểu đoàn 546 của trung đoàn 165 tiến công đồi Cửa Nhì ở phía đông, cùng lúc trung đoàn 141 Quân đội Nhân dân Việt Nam tấn công đồn Sơn Búc, cách Nghĩa Lộ khoảng 10 km phía đông nam, nhưng vấp phải sức kháng cự mãnh liệt của đại uý Bes de Berc và lính người Nùng. Quân Pháp còn có sự yểm trợ của không quân, các máy bay ném bom B-26 Invader và F8F Bearcat liên tục ném bom vào các vị trí Quân đội Nhân dân Việt Nam. Đến 4 giờ sáng ngày 4-10, Quân đội Nhân dân Việt Nam rút lui. Kết quả hai trận đánh ở Nghĩa Lộ (đêm 2 và 4 tháng 10), Quân đội Nhân dân Việt Nam đã diệt khoảng 150 lính, bắt 19, nhưng bị hy sinh 118 người, bị thương 200 người.
Sáng ngày 4/10, Salan được tin tiểu đoàn dù bị thiệt hại nặng đã ném tiếp tiểu đoàn 2 dù xuống Gia Hội. Tiểu đoàn dù 2 do đại úy Raffali chỉ huy được thả xuống Gia Hội để phụ lực với Gauthier. Nhưng cả hai tiểu đoàn dù đều bị chặn đánh ở Văn Tông và gần Nậm Mười, không liên lạc được với nhau.
Ngày 5/10, Salan ném thêm tiểu đoàn 10 dù xuống Nghĩa Lộ, định cắt đường tiếp tế của đại đoàn 312 đang ở trên cánh đồng Nghĩa Lộ. Tiểu đoàn 2 và 8 dù tiến về phía rừng núi Khâu Vác. Những phân đội của Đại đoàn 312 phát hiện quân dù lập tức nổ súng. Tiểu đoàn 154 phục kích cánh quân của tiểu đoàn 8 dù ở bản Văn Tông, sau 10 phút nổ súng và truy kích đến 2 giờ sáng, diệt và bắt 26 lính. Cũng trong thời gian đó, cánh quân của tiểu đoàn 2 dù tiến đến Nậm Mười, bị tiểu đoàn 130 nổ súng chặn đánh. Sau năm đợt xung phong, quân Pháp yếu thế phải bỏ chạy. Quân đội Nhân dân Việt Nam truy kích đến 4 giờ ngày 7 tháng 10 thì rút quân. Kết quả toàn trận, Pháp chết 60 línn; Quân đội Nhân dân Việt Nam hy sinh 15 người, bị thương 62 người.
Cả hai tiểu đoàn dù bị thiệt hại nặng phải rút về Gia Hội, đại úy Gauthier chỉ huy Tiểu đoàn dù 8 bị thương nặng rồi sau đó mất tích. Đêm đó, một lính Lê dương Pháp vì tức giận do đơn vị bị thiệt hại quá nhiều, đã dùng dao cắt cổ một số tù binh người Việt một cách man rợ. Sau trận đánh, lính Lê dương này bị tòa án quân sự kết án tù.
Trên hướng thứ yếu Phong Thổ, từ đêm 29 tháng 9 đến ngày 10 tháng 10; trung đoàn 148 cùng bộ đội địa phương Lào Cai bao vây, tiến công các đồn Yên Na (4 tháng 10), diệt 113 lính, thu 12 súng các loại và 20 tấn quân trang quân dụng. Ngày 9 tháng 10, tiểu đoàn 930 tiến công Than Thuộc, Pác Tà. Sau 30 phút chiến đấu Pháp bỏ đồn chạy. Tiểu đoàn 910 tiến công Than Uyên, không kết quả.
Về phía Việt Nam, lực lượng của đại đoàn 312 cũng bị tiêu hao nhiều sau 10 ngày chiến đấu liên tục (287 người hy sinh, 702 người bị thương, 22 người mất tích), lương thực chỉ còn 2 ngày. Ngày 10 tháng 10, Bộ chỉ huy chiến dịch nhận định thời cơ đánh địch đã hết và ra lệnh kết thúc chiến dịch. Đại đoàn trưởng Lê Trọng Tấn ra lệnh thu quân.

## Kết quả
Quân đội Nhân dân Việt Nam tuyên bố chiến thắng và cho biết đã loại khỏi vòng chiến đấu 1.258 lính (trong đó có 255 bị bắt); thu trên 300 súng các loại gồm 20 trung liên, một đại liên, 76 tiểu liên, năm súng cối, 229 súng trường, 28 súng ngắn; và 20 tấn quân lương, 11 tấn đạn dược. Riêng hướng chính tiêu diệt 476 lính, bắt 42 lính. Từ khi nổ súng (29 tháng 9 đến 31 tháng 10) đã đánh 16 trận công đồn, sáu trận phục kích, ba trận tao ngộ, hai trận đánh quân nhảy dù, hai trận truy kích. Qua 29 trận đánh trên các hướng, đã diệt chín đại đội địch, diệt sáu cứ điểm Than Thuộc, Hua Tà, Ca Vịnh, Bản Tu, Tan Man, Pa Pé, bức rút tám vị trí Thượng Bằng La, Đồng Bò, Đèo Pho, Khe Tùa, Cốc Báng, Cửa Nhì, Khang Tiêu, Sài Lương. Giải phóng một vùng rộng lớn từ Quang Huy lên Ca Vịnh, Ba Khe, Sài Lương và từ Phong Tô qua Bình Lư tới Than Uyên.
Nhưng chiến dịch cũng bộc lộ những khuyết điểm chính là: công tác chuẩn bị thiếu chặt chẽ, không giữ được bí mật nên sớm bị Pháp phát hiện được ý định. Đại đoàn 312 chưa quen điều hành nên gặp khó khăn, lúng túng. Lê Trọng Tấn, Tư lệnh đại đoàn cho rằng: "Việc di chuyển bộ đội quá chậm, nên địch đã biết và chuẩn bị đối phó. Từ Yên Bái vào Nghĩa Lộ, ta mất năm ngày hành quân vất vả, nhưng địch tăng cường quân dù từ Hà Nội lên chỉ mất một giờ! Tây Bắc là địa hình rừng núi, nhưng trong thực tế, bộ đội ta đánh nhau với quân dù trên đồng ruộng ban ngày như ở chiến dịch Trung Du, có pháo binh và không quân yểm trợ, chúng vẫn gây cho ta nhiều khó khăn thiệt hại. Ở địa bàho bộ đội bằng qn này tiếp tế cuang gánh của dân công trên hàng trăm km vẫn là vấn đề nan giải. Trước khi mở chiến dịch đại đoàn chưa nhìn thấy hết những khó khăn này"
Theo hồi ký của Đại tướng Võ Nguyên Giáp thì: "Anh Lê Trọng Tấn từ Tây Bắc trở về báo cáo với Bộ, chiến dịch Lý Thường Kiệt đã thất bại. Ta diệt và bắt khoảng 500 quân địch, không rõ số bị thương, nhưng lực lượng ta bị tiêu hao nhiều: 253 hi sinh, 964 bị thương, 87 mất tích. Anh Tấn tự nhận là lần đầu chỉ đạo một chiến dịch nên còn nhiều sai sót... Nhìn chung cả nước, nửa cuối năm 1951, địch đã giành thắng lợi trên mặt trận vùng địch hậu, một thắng lợi chúng chưa hề có được những năm trước đó... Về so sánh lực lượng ta vẫn ở thế yếu. Địch không những đông về số lượng mà còn hơn hẳn về vũ khí, trang bị mọi mặt. Nhưng với khối chủ lực hiện có, số lượng tương đương với khối cơ động của địch, chúng ta vẫn có thể tạo thời cơ giành thắng lợi trên chiến trường chính, chỗ mạnh của ta là hoàn toàn chủ động tiến hành những trận đánh do ta lựa chọn"
Tháng 12 năm 1951, Chủ tịch Hồ Chí Minh gửi thư cho toàn thể cán bộ, chiến sĩ Đại đoàn 312, khen ngợi thành tích trong Chiến dịch và căn dặn cán bộ chiến sĩ rút kinh nghiệm, sửa chữa khuyết điểm, phát triển ưu điểm.
Sau vụ tấn công hồi tháng 10-1951, Quân đội Nhân dân Việt Nam vẫn không bỏ ý định chiếm Nghĩa Lộ bởi đây là nút chặn quan trọng trên đường tiếp tế vùng tây bắc Việt Nam, vì vậy tháng 10 năm 1952, Quân đội Nhân dân Việt Nam lại kéo các đại đoàn 308 và đại đoàn 312 về khu vực đó trong chiến dịch Tây Bắc, và lần này thì Nghĩa Lộ đã thất thủ (Xem Trận Nghĩa Lộ (1952)).